# Faceci w czerni II
Faceci w czerni II (ang. Men in Black II) – amerykański film komediowy z elementami science-fiction z 2002 roku w reżyserii Barry’ego Sonnenfelda. Zdjęcia do filmu kręcono w Nowym Jorku.

## Fabuła
Kevin Brown (Tommy Lee Jones), który działał niegdyś jako agent Kay, zrezygnował z pracy w supertajnej organizacji kontrolującej przybyszów z obcych planet. Wymazano mu więc pamięć. Mężczyzna od czterech lat wiedzie spokojne życie przeciętnego obywatela, pracując jako kierownik urzędu pocztowego. Jego miejsce w firmie zajął agent Jay (Will Smith), który doskonale sobie radzi z kolejnymi zadaniami, jakie zleca mu agencja. Podczas rutynowego dochodzenia w sprawie przestępstwa popełnionego przez obcych wpada na trop intrygi przygotowanej przez podstępną kosmitkę z odległej galaktyki, Serleenę. Ukrywa się ona obecnie w ciele atrakcyjnej modelki (Lara Flynn Boyle). Jedyną osobą, która może uratować planetę jest Kevin Brown. Jego były partner musi przywrócić mu pamięć i nakłonić do współpracy, w przeciwnym razie światu grozi zagłada.

## Obsada
- Tommy Lee Jones – Kevin Brown, Agent K
- Will Smith – Agent J
- Rip Torn – Agent Z
- Lara Flynn Boyle – Serleena
- Johnny Knoxville – Scrad/Charlie
- Rosario Dawson – Laura Vasquez
- Tony Shalhoub – Jack Jeebs
- Patrick Warburton – Agent T
- Jack Kehler – Ben
- David Cross – Newton
- Colombe Jacobsen-Derstine – Hailey
- Michael Bailey Smith – Creepy
- Michael Jackson – Agent M
- Derek Mears – Mosh Tendrils
- Peter Spellos – kapitan Larry Bridgewater